# أحمد المولد (لاعب أولمبي)
أحمد خضر المولد (بالإنجليزية: Ahmed Al-Muwallad)‏ (16 فبراير 1988 - ) منافس ألعاب قوى من السعودية يختص في سباق الحواجز العالية. فاز بميدالية ذهبية في دورة الألعاب الآسيوية للرياضات القتالية والآسيوية عام 2017، وكذلك الميدالية البرونزية في بطولة آسيا لعام 2017.
سجل أفضل ما لديه هو 13.36 ثانية في سباق 110 متر حواجز (+0.9 م/ث، براغ 2018) و 7.57 ثانية في 60 متر حواجز (موندفيل 2018). وفق قائمة أرقام السعودية القياسية في ألعاب القوى الحالي.

## منافسات دولية
| العام         | المسابقة                                                                        | المكان             | المركز        | حدث                     | ملاحظة                                                           |
| يمثل السعودية | يمثل السعودية                                                                   | يمثل السعودية      | يمثل السعودية | يمثل السعودية           | يمثل السعودية                                                    |
| ------------- | ------------------------------------------------------------------------------- | ------------------ | ------------- | ----------------------- | ---------------------------------------------------------------- |
| 2005          | بطولة العالم للشباب لألعاب القوى 2005                                           | مراكش              | الخامس        | 110 متر حواجز (91.4 سم) | 13.66                                                            |
| 2007          | بطولة آسيا لألعاب القوى 2007                                                    | عمان               | التاسع        | 110 متر حواجز           | بطولة آسيا لألعاب القوى 2007 – رجال 110 متر حواجز ‏               |
| 2007          | ألعاب القوى الداخلية في دورة الألعاب الآسيوية 2007 ‏                             | ماكاو              | العاشر        | 60 متر حواجز            | ألعاب القوى الداخلية في دورة الألعاب الآسيوية 2007 ‏              |
| 2008          | بطولة آسيا لألعاب القوى داخل الصالات 2008                                       | الدوحة             | السادس        | 60 متر حواجز            | 8.05                                                             |
| 2009          | البطولة العربية لألعاب القوى 2009                                               | دمشق               | الثاني        | 110 متر حواجز           | 13.92                                                            |
| 2009          | البطولة العربية لألعاب القوى 2009                                               | دمشق               | الأول         | 4 × 100 متر تتابع       | 40.09                                                            |
| 2009          | Asian Indoor Games ‏                                                             | هانوي              | الرابع        | 60 متر حواجز            | 7.85                                                             |
| 2009          | بطولة آسيا لألعاب القوى 2009                                                    | غوانزو             | السابع        | 110 متر حواجز           | بطولة آسيا لألعاب القوى 2009 – رجال 110 متر حواجز ‏1              |
| 2010          | ألعاب القوى في دورة الألعاب الآسيوية 2010                                       | غوانزو             | الرابع        | 110 متر حواجز           | 13.77                                                            |
| 2010          | ألعاب القوى في دورة الألعاب الآسيوية 2010                                       | غوانزو             | السادس        | 4 × 100 متر تتابع       | 40.01                                                            |
| 2011          | بطولة آسيا لألعاب القوى 2011                                                    | كوبه               | –             | 110 متر حواجز           | بطولة آسيا لألعاب القوى 2011 – رجال 110 متر حواجز ‏               |
| 2011          | Military World Games ‏                                                           | ريو دي جانيرو      | السادس        | 110 متر حواجز           | 14.02                                                            |
| 2011          | Military World Games ‏                                                           | ريو دي جانيرو      | السادس        | 4 × 100 متر تتابع       | 40.71                                                            |
| 2011          | البطولة العربية لألعاب القوى 2011                                               | العين (أبوظبي)     | الرابع        | 110 متر حواجز           | 13.81                                                            |
| 2011          | ألعاب القوى في دورة الألعاب العربية 2011                                        | الدوحة             | الأول         | 110 متر حواجز           | نتائج ألعاب القوى في دورة الألعاب العربية 2011                   |
| 2011          | ألعاب القوى في دورة الألعاب العربية 2011                                        | الدوحة             | الأول         | 4 × 100 متر تتابع       | نتائج ألعاب القوى في دورة الألعاب العربية 2011                   |
| 2013          | البطولة العربية لألعاب القوى 2013                                               | رادس               | –             | 110 متر حواجز           | DQ                                                               |
| 2015          | بطولة آسيا لألعاب القوى 2015                                                    | ووهان              | الرابع عشر    | 110 متر حواجز           | بطولة آسيا لألعاب القوى 2015 – رجال 110 متر حواجز ‏               |
| 2015          | بطولة آسيا لألعاب القوى 2015                                                    | ووهان              | الثامن        | 4 × 100 متر تتابع       | بطولة آسيا لألعاب القوى 2015 – رجال 4 × 100 متر تناوب ‏           |
| 2015          | Military World Games ‏                                                           | مونغيونغ           | الخامس        | 110 متر حواجز           | 14.141                                                           |
| 2017          | ألعاب القوى في ألعاب التضامن الإسلامي 2017 ‏                                     | باكو               | الأول         | 110 متر حواجز           | 13.68                                                            |
| 2017          | ألعاب القوى في ألعاب التضامن الإسلامي 2017 ‏                                     | باكو               | السادس        | 4 × 100 متر تتابع       | 40.61                                                            |
| 2017          | بطولة آسيا لألعاب القوى 2017 ‏                                                   | بوبانسوار          | الثالث        | 110 متر حواجز           | 13.61                                                            |
| 2017          | البطولة العربية لألعاب القوى 2017                                               | رادس               | الأول         | 4 × 100 متر تتابع       | 40.08                                                            |
| 2017          | ألعاب القوى الداخلية في دورة الألعاب الآسيوية للرياضات القتالية والآسيوية 2017 ‏ | عشق آباد           | الأول         | 60 متر حواجز            | 7.66                                                             |
| 2018          | بطولة العالم لألعاب القوى داخل الصالات 2018 ‏                                    | برمنغهام (إنجلترا) | الثاني عشر    | 60 متر حواجز            | بطولة العالم لألعاب القوى داخل الصالات 2018 – رجال 60 متر حواجز ‏ |
| 2018          | ألعاب القوى في دورة الألعاب الآسيوية 2018                                       | جاكرتا             | الرابع        | 110 متر حواجز           | 13.50                                                            |
| 2019          | البطولة العربية لألعاب القوى 2019 ‏                                              | القاهرة            | الثاني        | 110 متر حواجز           | 13.90                                                            |
| 2019          | بطولة آسيا لألعاب القوى 2019 ‏                                                   | الدوحة             | العاشر        | 110 متر حواجز           | بطولة آسيا لألعاب القوى 2019 – رجال 110 متر حواجز ‏               |

## روابط خارجية
- أحمد خضر المولد على موقع الاتحاد الدولي لألعاب القوى (الإنجليزية)